# De Werkvennootschap

De Werkvennootschap (DWV) is een Vlaamse organisatie (NV van publiek recht) die grote en complexe mobiliteitsprojecten ondersteunt.
De Werkvennootschap is sinds 2017 een doorstart van Via-Invest Vlaanderen (NV van privaat recht opgericht in 2006) en bundelt kennis en expertise die groeide binnen de Participatiemaatschappij Vlaanderen (PMV) en het Agentschap Wegen en Verkeer (AWV).
De omvorming kwam er onder Vlaams minister Ben Weyts in de regering-Bourgeois. Het Rekenhof was echter kritisch over de oprichting ervan.

## Projecten
Grote projecten zijn bijvoorbeeld:
- R4 West en Oost (Gent)
- N60 Ronse
- Limburgse Noord-Zuidverbinding
- Verhoging van de bruggen over het Albertkanaal

### Werken aan de Ring
Dit project omvat een grootschalige heraanleg, omvorming en verbreding van de Ring van Brussel, gecombineerd met verwante mobilteitsprojecten in de Vlaamse Rand rond Brussel zoals:
- de aanleg van tramlijnen zoals de Luchthaventram en de sneltram A12
- de aanleg van fietssnelwegen zoals F29